# Mount Goodale
Mount Goodale ist ein antarktischer Berg mit einem Doppelgipfel von 2420 m und 2570 m Höhe im Königin-Maud-Gebirge. Er ragt etwa 10 km südöstlich des Mount Thorne in den Hays Mountains auf. 
Entdeckt wurde er im Dezember 1929 von der Mannschaft um den Geologen Laurence McKinley Gould (1896–1995) bei der ersten Antarktisexpedition (1928–1930) des US-amerikanischen Polarforschers Richard Evelyn Byrd. Byrd benannte den Berg nach Edward Evans Goodale (1903–1989), einem Teilnehmer der Expedition. Von 1959 bis 1968 war Goodale als Repräsentant für das United States Antarctic Research Program im neuseeländischen Christchurch tätig und organisierte in dieser Zeit die Verbringung tausender Wissenschaftler in die Antarktis und zurück.